# Araneus acachmenus
Araneus acachmenus är en spindelart som beskrevs av William Joseph Rainbow 1916. Araneus acachmenus ingår i släktet Araneus och familjen hjulspindlar.
Artens utbredningsområde är Queensland. Inga underarter finns listade i Catalogue of Life.